# ماجراهای نگهداری از کودکان
ماجراهای نگهداری از کودکان (به انگلیسی: Adventures in Babysitting) یا یک شب در شهر (به انگلیسی: A Night on the Town) فیلمی محصول سال ۱۹۸۷ و به کارگردانی کریس کلمبوس است. در این فیلم بازیگرانی همچون الیزابت شو، کیت کوگان، آنتونی رپ، ماریا بروتون، پنه‌لوپه آن میلر، برادلی وایتفورد، کالوین لولز، جورج نیوبرن، جان دیویس چندلر، ران کانادا، آلبرت کالینز، وینسنت دن آفریو، ساوت‌ساید جانی، لولیتا داویدوویچ، کلارک جانسون و اندرو شو ایفای نقش کرده‌اند.